# Clarksville (Arkansas)
Clarksville ist der Verwaltungssitz (County Seat) des Johnson County im Nordwesten des US-Bundesstaats Arkansas. Das U.S. Census Bureau hat bei der Volkszählung 2020 eine Einwohnerzahl von 9.381 ermittelt. Ihre Fläche beträgt 48,6 km².
Die Presbyterianische Kirche der Vereinigten Staaten unterhält in Clarksville die private University of the Ozarks.
Der zehnteilige Dokumentarfilm „Off to War“ erzählt die Geschichte von Nationalgardisten einer Pioniereinheit aus Clarksville von der Einberufung in den Irak bis zu deren Heimkehr.

## Geographie
Clarksville liegt im mittleren Nordwesten von Arkansas, im Süden des Johnson Countys, am Spadra Creek, nördlich des Arkansas Rivers.

## Geschichte
Clarksville wurde im November 1836 gegründet, nachdem das Johnson County gegründet wurde. Die erste Gerichtsverhandlung wurde 1837 in einem privaten Haus abgehalten. Am 21. Dezember 1848 erhielt Clarksville die Kommunale Selbstverwaltung.
Die ersten Siedler begannen mit der Tabakproduktion, aber die meisten pflanzten später Baumwolle an. 1840 wurden die ersten Kohleminen eröffnet, die aber nach Ende des Sezessionskriegs nicht mehr rentabel waren.
Augustus M. Ward erbaute 1849 eine Blindenschule und 1851 wurde eine öffentliche Schule eröffnet, an deren Stelle heute die University of the Ozarks steht.

## Demografie
Bei der vorletzten Volkszählung im Jahr 2011 wurden 2960 Haushalten gezählt. Darunter waren 1918 Familien. Die Bevölkerungsdichte betrug 166 pro km². Im Ort wurden 3240 Wohneinheiten erfasst. Unter der Bevölkerung waren 87,6 % Weiße, 3,5 % Afroamerikaner, 0,4 % amerikanische Indianer, 0,5 % Asiaten und 6,2 % von anderen Ethnien; 1,9 % gaben die Zugehörigkeit zu mehreren Ethnien an. Unter den 2.960 Haushalten hatten 30,6 % Kinder unter 18 Jahren; 30,0 % waren Single-Haushalte. Die durchschnittliche Haushaltsgröße war 2,43, die durchschnittliche Familiengröße 3,01 Personen.
Die Bevölkerung verteilte sich auf 23,9 % unter 18 Jahren, 12,5 % von 18 bis 24 Jahren, 27,3 % von 25 bis 44 Jahren, 20,0 % von 45 bis 64 Jahren und 16,3 % von 65 Jahren oder älter. Der Median des Alters betrug 35 Jahre.
Der Median des Haushaltseinkommens betrug 24.548 $, der Median des Familieneinkommens 30.758 $. Das Prokopfeinkommen in Clarksville betrug 16.305 $. Unter der Armutsgrenze lebten 20,3 % der Bevölkerung.

## Söhne und Töchter der Stadt
- Thomas Boles (1837–1905), Politiker, Mitglied im US-Repräsentantenhaus
- Kalaparusha Maurice McIntyre (1936–2013), Jazzmusiker
- Charles C. Reid (1868–1922), Politiker, Mitglied im US-Repräsentantenhaus
- Paul Stewart (1892–1950), Politiker und Mitglied des Repräsentantenhauses